# 辛拉麺 (格闘家)
辛拉麺（シンラーメン、1987年2月2日 - ）は韓国の総合格闘家。本名は金 潤泳（キム・ユンヨン、朝: 김 윤영）。2009年9月までは本名をリングネームとしていた。

## 来歴
父親は韓国の総合食品メーカー「農心」の役員を務め、現在のリングネームは同社の主力商品であるインスタントラーメンの商品名でもある。
韓国内の柔術大会で活躍した金は2004年10月「Neo Fight」にてプロデビュー。翌年からは「Spirit MC」を主戦場とした。
日本国内においては2009年3月、clubDEEP東京大会にてDREAM.8ウェルター級GP出場権を賭けて白井祐矢と対戦、善戦するも1本負け。
同年9月より農心よりスポンサー活動を受けることとなり、リングネームを「辛拉麺」に変更。HEATで窪田幸生と対戦し勝利する。同年11月、戦極 〜第十一陣〜にて郷野聡寛と対戦するも判定負けを喫した。

## 戦績

### 総合格闘技
| 総合格闘技 戦績 | 総合格闘技 戦績 | 総合格闘技 戦績 | 総合格闘技 戦績 | 総合格闘技 戦績 | 総合格闘技 戦績 | 総合格闘技 戦績 |
| --------------- | --------------- | --------------- | --------------- | --------------- | --------------- | --------------- |
| 16 試合         | (T)KO           | 一本            | 判定            | その他          | 引き分け        | 無効試合        |
| 11 勝           | 1               | 8               | 1               | 1               | 0               | 0               |
| 5 敗            | 1               | 2               | 2               | 0               | 0               | 0               |

| 勝敗 | 対戦相手                   | 試合結果                       | 大会名       | 開催年月日     |
| ×    | 後藤明裕                   | 5分5R終了 判定0-3              | SENGOKU      | 2009年11月7日  |
| ○    | 久保田康生                 | 1R 1:45 ギロチンチョーク       | HEAT 11      | 2009年9月26日  |
| ○    | 浜村健                     | 1R 2:44 ギロチンチョーク       | DEEP         | 2009年6月7日   |
| ×    | 白井裕也                   | 3R 2:59 ギロチンチョーク       | DEEP         | 2009年3月14日  |
| ○    | ランダン・ショウウォルター | 2R 4:13 トライアングルチョーク | SPIRIT MC 17 | 2008年6月29日  |
| ×    | イ・ジェス                 | 2R 1:35 TKO（パンチ）          | SPIRIT MC 15 | 2008年3月1日   |
| ○    | ホ・ジンキム               | 3R 1:51 アームバー             | SPIRIT MC 14 | 2008年1月20日  |
| ○    | アン・サンイル             | 5分2R終了 判定3-0              | SPIRIT MC 13 | 2007年10月14日 |
| ○    | アン・ソンヨル             | 1R 1:33 トライアングルチョーク | SPIRIT MC 12 | 2007年8月19日  |
| ○    | マ・ドンヒョン             | 1R 2:29 アームバー             | SPIRIT MC 6  | 2007年6月17日  |
| ○    | チョン・キチョル           | 1R 0:20 KO（パンチ）           | SPIRIT MC 11 | 2007年4月22日  |
| ×    | チャ・ジョンファン         | 1R 4:59 アームバー             | SPIRIT MC 5  | 2007年3月11日  |
| ×    | 永倉久人                   | 5分2R終了 判定1-2              | SPIRIT MC 8  | 2006年4月22日  |
| ○    | ユン・ヨンビン             | 1R 0:18 ギロチンチョーク       | SPIRIT MC 3  | 2006年2月11日  |
| ○    | ウォン・ヨンチュル         | 1R 2:53 ギロチンチョーク       | SPIRIT MC 3  | 2006年2月11日  |
| ○    | チョン・ドゥジェ           | 1R 0:27 反則                   | NF 5         | 2004年10月4日  |